# Curlz
Curlz est une police de caractères à empattements fantaisiste réalisée par Carl Crossgrove et Steve Mattenson en 1995 pour Agfa Monotype. Bien que décorative et sans modèle historique, elle peut être comparée à la police de caractères Remedy réalisée par Frank Heine pour la fonderie Emigre en 1991.
Cette police est fournie dans divers logiciels édités par Microsoft entre 1997 et 2010 dont la suite Office, elle est alors nommée « Curlz MT ». Microsoft estime que l’usage de cette police de caractères est adapté aux affiches, flyers, invitations, menus et t-shirts.